# Districtul Fürstenfeldbruck
Districtul Fürstenfeldbruck este un district rural (germană: Landkreis) din regiunea administrativă Bavaria Superioară, landul Bavaria, Germania.
Se învecinează la nord cu districtul Dachau, la est cu districtul München și orașul München, la sud cu districtul Starnberg, la sud-vest cu districtul Landsberg am Lech și la nord-vest cu districtul Aichach-Friedberg.

## Orașe și comune
| orașe 1. Fürstenfeldbruck (33.533) 2. Germering (36.827) 3. Olching (24.298) 4. Puchheim (19.604) | comune 1. Adelshofen (1.572) 2. Alling (3.371) 3. Althegnenberg (1.845) 4. Egenhofen (3.245) 5. Eichenau (11.398) 6. Emmering (6.007) 7. Grafrath (3.588) 8. Gröbenzell (19.202) 9. Hattenhofen (1.389) 10. Jesenwang (1.524) 11. Kottgeisering (1.522) | 1. Landsberied (1.430) 2. Maisach (12.657) 3. Mammendorf (4.522) 4. Mittelstetten (1.660) 5. Moorenweis (3.745) 6. Oberschweinbach (1.480) 7. Schöngeising (1.894) 8. Türkenfeld (3.460) |